# 데이비드 스렐폴
데이비드 스렐폴(영어: David Threlfall, 1953년 10월 12일 ~ )은 잉글랜드의 배우로, 드라마 《셰임리스》의 주인공 프랭크 갤러거 역으로 유명하다.

## 출연작 목록
- 마스터 앤드 커맨더: 위대한 정복자(2003)
- 뜨거운 녀석들(2007) - 마틴 역
- 존 레논 비긴즈: 노웨어 보이(2009) - 조지 스미스 역